# Baltimore Grand Prix (IndyCar) 2012
Il Baltimore Grand Prix 2012 è la quattordicesima tappa della stagione 2012 della Indy Racing League. Si è disputata il 2 settembre 2012 su un circuito cittadino di Baltimora e ha visto la vittoria di Ryan Hunter-Reay.

## Gara
| Pos | #  | Pilota              | Team                             | Motore    | Giri | Tempo/Ritirato    | Griglia | Giri in testa | Punti |
| --- | -- | ------------------- | -------------------------------- | --------- | ---- | ----------------- | ------- | ------------- | ----- |
| 1.  | 28 | Ryan Hunter-Reay    | Andretti Autosport               | Chevrolet | 75   | 2:09:02.9522      | 10      | 13            | 50    |
| 2.  | 2  | Ryan Briscoe        | Team Penske                      | Chevrolet | 75   | +1.4391           | 11      | 11            | 40    |
| 3.  | 77 | Simon Pagenaud      | Schmidt Hamilton Motorsports     | Honda     | 75   | +3.0253           | 9       | 14            | 35    |
| 4.  | 9  | Scott Dixon         | Chip Ganassi Racing              | Honda     | 75   | +3.9281           | 2       | 0             | 32    |
| 5.  | 8  | Rubens Barrichello  | KV Racing Technology             | Chevrolet | 75   | +5.0450           | 15      | 0             | 30    |
| 6.  | 12 | Will Power          | Team Penske                      | Chevrolet | 75   | +5.7467           | 1       | 22            | 31    |
| 7.  | 22 | Oriol Servià        | Panther-Dreyer & Reinbold Racing | Chevrolet | 75   | +7.5913           | 16      | 0             | 26    |
| 8.  | 98 | Alex Tagliani       | Team Barracuda – BHA             | Honda     | 75   | +7.7701           | 13      | 1             | 24    |
| 9.  | 5  | E. J. Viso          | KV Racing Technology             | Chevrolet | 75   | +8.8651           | 22      | 0             | 22    |
| 10. | 3  | Hélio Castroneves   | Team Penske                      | Chevrolet | 75   | +9.0843           | 14      | 0             | 20    |
| 11. | 38 | Graham Rahal        | Chip Ganassi Racing              | Honda     | 75   | +10.2963          | 21      | 0             | 19    |
| 12. | 4  | J. R. Hildebrand    | Panther Racing                   | Chevrolet | 75   | +17.1591          | 23      | 0             | 18    |
| 13. | 10 | Dario Franchitti    | Chip Ganassi Racing              | Honda     | 74   | +1 giro           | 4       | 0             | 17    |
| 14. | 26 | Marco Andretti      | Andretti Autosport               | Chevrolet | 74   | +1 giro           | 18      | 0             | 16    |
| 15. | 27 | James Hinchcliffe   | Andretti Autosport               | Chevrolet | 73   | +2 giri           | 5       | 2             | 15    |
| 16. | 14 | Mike Conway         | A.J. Foyt Enterprises            | Honda     | 73   | +2 giri           | 12      | 0             | 14    |
| 17. | 18 | Justin Wilson       | Dale Coyne Racing                | Honda     | 72   | +3 giri           | 7       | 0             | 13    |
| 18. | 83 | Charlie Kimball     | Chip Ganassi Racing              | Honda     | 65   | Problema tecnico  | 17      | 0             | 12    |
| 19. | 67 | Bruno Junqueira     | Sarah Fisher Hartman Racing      | Honda     | 64   | Problema tecnico  | 20      | 0             | 12    |
| 20. | 11 | Tony Kanaan         | KV Racing Technology             | Chevrolet | 52   | Contatto          | 6       | 0             | 12    |
| 21. | 15 | Takuma Satō         | Rahal Letterman Lanigan Racing   | Honda     | 50   | Pressione benzina | 24      | 12            | 12    |
| 22. | 78 | Simona de Silvestro | HVM Racing                       | Lotus     | 38   | Contatto          | 25      | 0             | 12    |
| 23. | 7  | Sébastien Bourdais  | Dragon Racing                    | Chevrolet | 32   | Problema tecnico  | 3       | 0             | 12    |
| 24. | 19 | James Jakes         | Dale Coyne Racing                | Honda     | 31   | Contatto          | 19      | 0             | 12    |
| 25. | 20 | Ed Carpenter        | Ed Carpenter Racing              | Chevrolet | 7    | Contatto          | 8       | 0             | 20    |